# Зарудняк Олександр Андрійович
Олекса́ндр Андрі́йович Зарудня́к (12 вересня 1922, Бортники — 11 липня 2022, Ізмаїл) — кандидат філологічних наук (1955), доцент кафедри української мови та літератури Ізмаїльського державного гуманітарного університету, Почесний громадянин Ізмаїла (2019), учасник Другої світової війни.

## Біографія
Народився 12 вересня 1922 року в Бортниках Вінницької області в селянській родині. 
Навчався в місцевій школі, допомагав родичам по господарству. Після смерті батьків у 1933 році став сиротою. У 1937 році після успішного закінчення Бортницької школи, вступив до Тульчинського бібліотечного технікуму, у 1940 році отримав диплом бібліотекаря. У 1940 році певний час працював завідувачем бібліотеки в Ратному Волинської області. Брав участь у Другій світовій війні в Червоній армії, учасник військових операцій на лінії фронту Дубно — Рівне — Житомир, в обороні Мішкольца.
Після закінчення війни працював бібліотекарем у районній бібліотеці м. Одеса № 6. У 1947 році вступив до Одеського державного педагогічного інституту ім. К. Д. Ушинського. Після закінчення навчання, з 1952 року працював вчителем української мови та літератури, а з 1953 року — директором Випаснянської середньої школи Лиманського району Ізмаїльської області.
З 1953 по 1955 рік навчався в аспірантурі. У 1955 році захистив кандидатську дисертацію на тему: «Придієслівне керування в українських пам'ятках ділового письменства 12—14 ст.». З 1956 по 1961 рік очолював факультет підготовки вчителів початкових класів. З 1966 по 1983 рік — проректор з навчальної роботи; з 1983 по 1987 — завідувач кафедри української мови та літератури; з 2000 по 2011 рік — завідувач кафедри практичного курсу української мови. З 2014 року на пенсії.
Помер 11 липня 2022 року в Ізмаїлі.

### Особистість
Про нього згадують як про «всебічно освіченого фахівця, проникливого педагога, уважного і дуже цікавого співбесідника», а також активного учасника освітньо-наукових та культурно-мистецьких заходів.

## Наукова робота
Автор навчально-методичних посібників із діалектології, історії української мови, теоретичних питань граматики, як опонент виступав на захистах кандидатських дисертацій. Працював над підготовкою педагогічних кадрів у галузі української філології для національної освіти й науки.
Член редколегії «Наукового вісника Ізмаїльського державного гуманітарного університету». Стипендіат довічної державної стипендії для видатних діячів освіти.

## Нагороди
- Орден «Вітчизняної війни» І ступеня;
- Орден «Знак Пошани»;
- Орден «Богдана Хмельницького»;
- Медаль «За відвагу»;
- Медаль «За доблесну працю»;
- Медаль «За перемогу над Німеччиною»;
- Медаль «За трудову доблесть»;
- Медаль «Ветеран праці»;
- Медаль «Двадцять років Перемоги»;
- Медаль «Тридцять років Перемоги»;
- Медаль «Сорок років Перемоги»;
- Медаль «П'ятдесят років Перемоги»;
- Медаль «Шістдесят років Перемоги»;
- Медаль «Сімдесят років Перемоги»;
- Медаль «П'ятдесят років Збройних сил СРСР»;
- Медаль «Захиснику Вітчизни»;
- Медаль «Шістдесят п'ять років перемоги у Великій Вітчизняній війні»;
- Медаль «Шістдесят років визволення України»;
- Медаль «Шістдесят років Збройних сил СРСР»;
- Медаль «Сімдесят років Збройних сил СРСР»;
- Медаль «Шістдесят п'ять років визволення Одещини»;
- Нагрудний знак «Відмінник освіти України»;
- Медаль А. С. Макаренка;
- Медаль ім. Петра Могили.[2]